# Markus Meckel

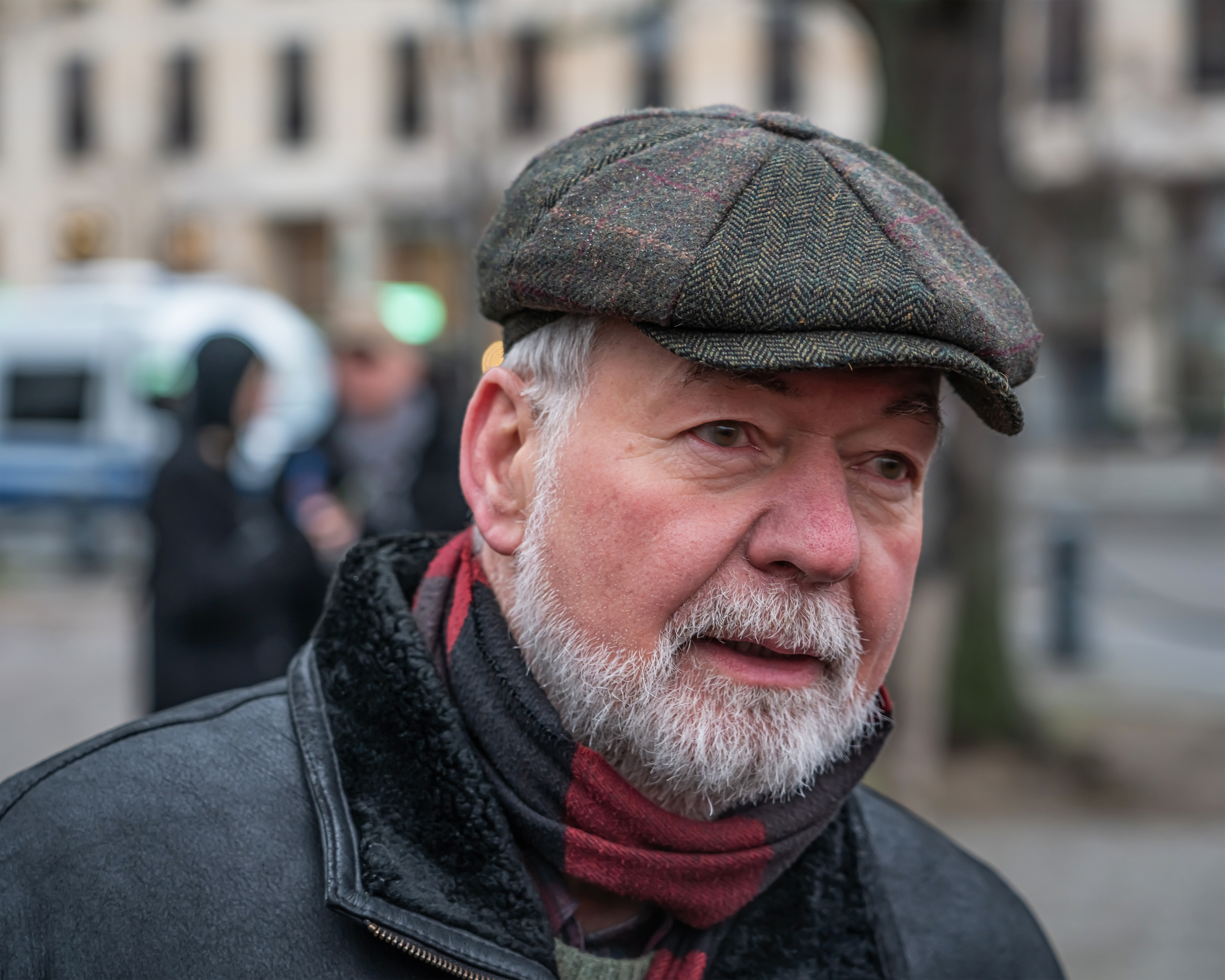
Markus Meckel, 2023

Johannes Markus Meckel (* 18. August 1952 in Müncheberg, Brandenburg) ist ein deutscher Theologe und ehemaliger Politiker (SDP, SPD). Von 1990 bis 2009 war er Mitglied des Deutschen Bundestages, zuvor von April bis Oktober 1990 Mitglied der einzigen frei gewählten Volkskammer und von April bis August 1990 Minister für Auswärtige Angelegenheiten der DDR.
Seit seinem Ausscheiden aus dem Deutschen Bundestag widmet sich Meckel zahlreichen Ehrenämtern.

## Leben
Meckel, Sohn des Pfarrers Ernst-Eugen Meckel, musste 1969 die 2. Erweiterte Oberschule (EOS) in Berlin-Mitte, das ehemalige Graue Kloster, aus politischen Gründen verlassen und wechselte an das Kirchliche Oberseminar Potsdam-Hermannswerder, wo er 1971 das Abitur ablegte. 1970 verweigerte er den Wehrdienst in der NVA total. Anschließend studierte er bis 1978 Theologie an vom Staat unabhängigen kirchlichen Hochschulen: am Katechetischen Oberseminar in Naumburg (Saale) und am Sprachenkonvikt in Berlin.
Von 1980 bis 1982 war er Vikar und von 1982 bis 1988 Pastor in Vipperow (Kreis Röbel/Müritz). Von 1988 bis 1990 leitete er die Ökumenische Begegnungs- und Bildungsstätte in Niederndodeleben bei Magdeburg. 1988/1989 war Meckel Delegierter der Ökumenischen Versammlung in der DDR und der Europäischen Ökumenischen Versammlung in Basel.

## Politische Laufbahn
Ab den 1970er Jahren engagierte sich Meckel in der DDR-Opposition. Im Oktober 1989 initiierte er gemeinsam mit Martin Gutzeit die Gründung der Sozialdemokratischen Partei der DDR (SDP), zu deren Zweitem Sprecher er an ihrem Gründungstag, dem 7. Oktober 1989, gewählt wurde. Vom 23. Februar 1990 bis zum Vereinigungsparteitag mit der westdeutschen SPD am 27. September 1990 war er stellvertretender Parteivorsitzender der ostdeutschen SPD. Daneben führte er nach dem Rücktritt von Ibrahim Böhme vom 26. März bis 10. Juni 1990 die Geschäfte des Vorsitzenden der Ost-SPD.
Vom 5. April bis zum 2. Oktober 1990 gehörte Meckel der einzigen frei gewählten Volkskammer der DDR an. Vom 20. Dezember 1990 bis zum 27. Oktober 2009 war er Mitglied des Deutschen Bundestages in dessen 12. bis 16. Wahlperiode. Bei den Bundestagswahlen 1990, 1994 und 1998 wurde er als direkt gewählter Abgeordneter des Wahlkreises Prenzlau – Angermünde – Schwedt – Templin – Gransee, 2002 und 2005 im neu zugeschnittenen Wahlkreis Uckermark – Barnim I gewählt. Bei der Bundestagswahl 2009 kandidierte er erneut im Wahlkreis, unterlag aber seiner Mitbewerberin der Partei Die Linke; auch Platz 9 auf der Landesliste der SPD Brandenburg genügte nicht für einen erneuten Einzug in den Bundestag.
Von 1992 bis 1994 war Meckel Sprecher der SPD-Bundestagsfraktion in der von ihm initiierten Enquete-Kommission Aufarbeitung von Geschichte und Folgen der SED-Diktatur in Deutschland und von 1994 bis 1998 Sprecher der SPD-Fraktion in der Enquete-Kommission Überwindung der Folgen der SED-Diktatur im Prozess der deutschen Einheit, sowie von 2001 bis 2009 stellvertretender außenpolitischer Sprecher der SPD-Fraktion.
Im Bundestag lagen die politischen Schwerpunkte Meckels in der Außen- und Sicherheitspolitik, Europapolitik und auf den Beziehungen zu den östlichen Nachbarstaaten der Europäischen Union. Meckel war ordentliches Mitglied des Auswärtigen Ausschusses, stellvertretendes Mitglied im Ausschuss für Kultur und Medien sowie stellvertretendes Mitglied des Ausschusses für die Angelegenheiten der Europäischen Union. Er war von 1994 bis 2009 Vorsitzender der Deutsch-Polnischen Parlamentariergruppe. Ab 1991 gehörte er daneben der Parlamentarischen Versammlung der NATO an, von November 2000 bis November 2002 als deren Vizepräsident, von 2004 bis 2008 als Vorsitzender des Politischen Ausschusses und von 1998 bis 2006 als Leiter der deutschen Delegation.

## Öffentliche Ämter
Nach der Wahl zur 10. Volkskammer der DDR am 18. März 1990 führte Meckel gemeinsam mit Richard Schröder die Koalitionsverhandlungen der SPD mit der CDU. Am 12. April 1990 wurde er Minister für Auswärtige Angelegenheiten in der Großen Koalition. In seiner Amtszeit nahm er neben dem bundesdeutschen Außenminister Hans-Dietrich Genscher bei den Zwei-plus-Vier-Gesprächen mit den Siegermächten des Zweiten Weltkriegs teil. Diese Gespräche ebneten den Weg zur Deutschen Einheit. Mit dem Ende der Regierungskoalition trat Meckel am 20. August 1990 gemeinsam mit den anderen sozialdemokratischen Ministern von seinem Amt zurück.

## Ehrenämter
Meckel war Ratsvorsitzender der von ihm initiierten Bundesstiftung zur Aufarbeitung der SED-Diktatur und bis 2013 zudem Mitglied des Beirats des Bundesbeauftragten für die Stasi-Unterlagen. Er ist Ko-Vorsitzender des Stiftungsrates der Stiftung für deutsch-polnische Zusammenarbeit (SdpZ) sowie Vorstandsmitglied im Deutsch-Moldauischen Forum und im Förderverein für das „Zentrum Kalter Krieg“ am Checkpoint Charlie. Er engagiert sich zudem im Bereich Demokratieförderung, ist Mitglied im International Board des International Centre for Democratic Transition (ICDT) und war bis 2012 Mitglied im Board of Directors der Stiftung European Partnership for Democracy. Er ist Mitglied des Kuratoriums des „Europäischen Netzwerkes Erinnerung und Solidarität“ mit Sitz in Warschau. Meckel ist Mitglied des Board of Directors der Global Panel Foundation. Von Dezember 2019 bis 2021 war er zudem Vorsitzender der Deutsch-belarussischen Gesellschaft (dbg).

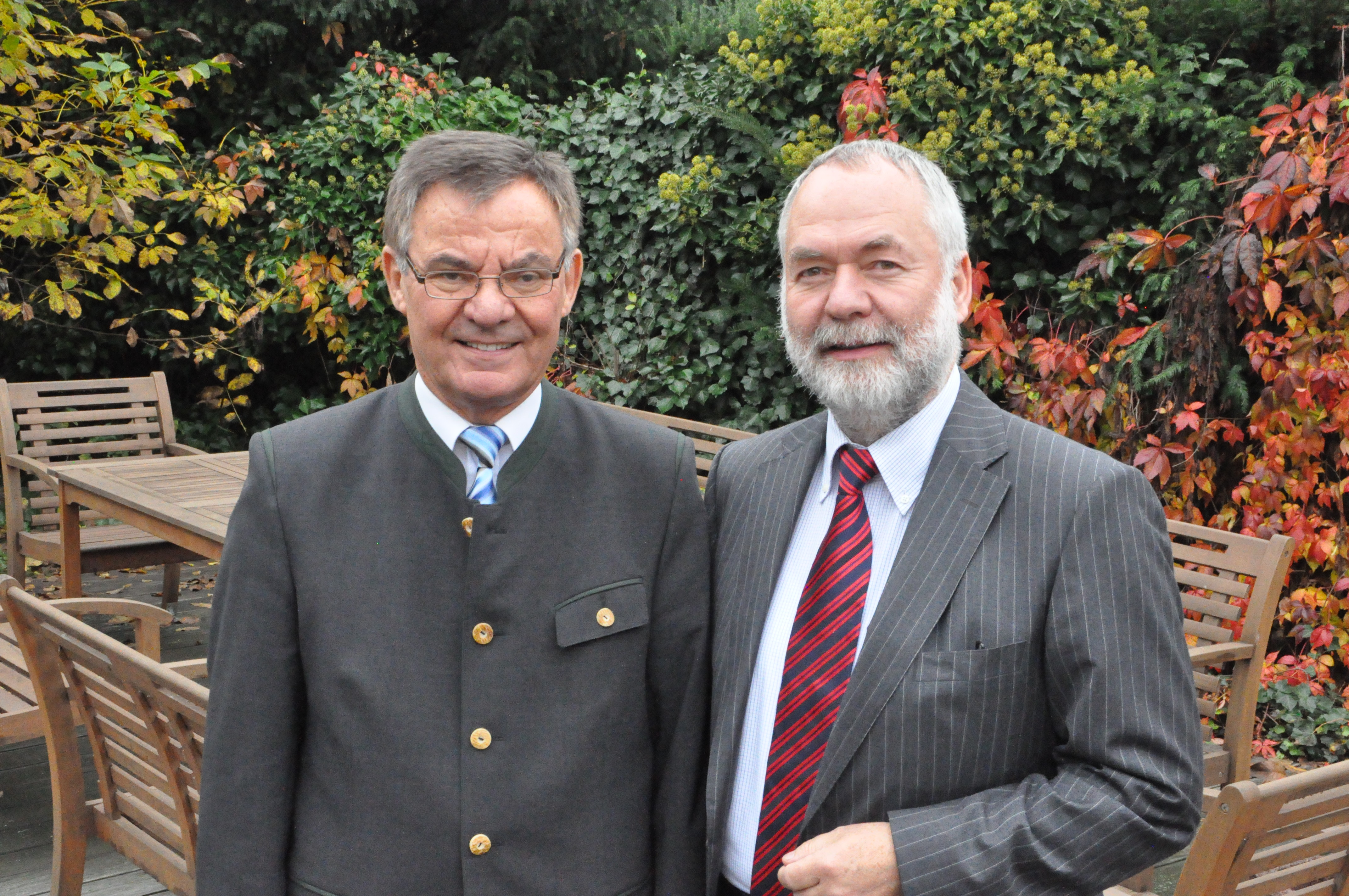
Meckel (r.) als Volksbundpräsident mit seinem Vorgänger Reinhard Führer

Am 12. Oktober 2013 wurde Markus Meckel zum Präsidenten des Volksbundes Deutsche Kriegsgräberfürsorge e. V. gewählt. Während seiner Amtszeit versuchte er, den Volksbund als wichtigen Akteur der nationalen und europäischen Erinnerungskultur zu etablieren und durch strukturelle Reformen dessen Zukunft zu sichern. Die Auseinandersetzungen innerhalb des Volksbundes über ein von Meckel entwickeltes Leitbild endeten mit seinem Rücktritt am 22. September 2016. Meckel wurde auch zum Vizevorsitzenden des 2009 gegründeten Vereins „Deutsch-Moldauisches Forum“ gewählt.

## Ehrungen

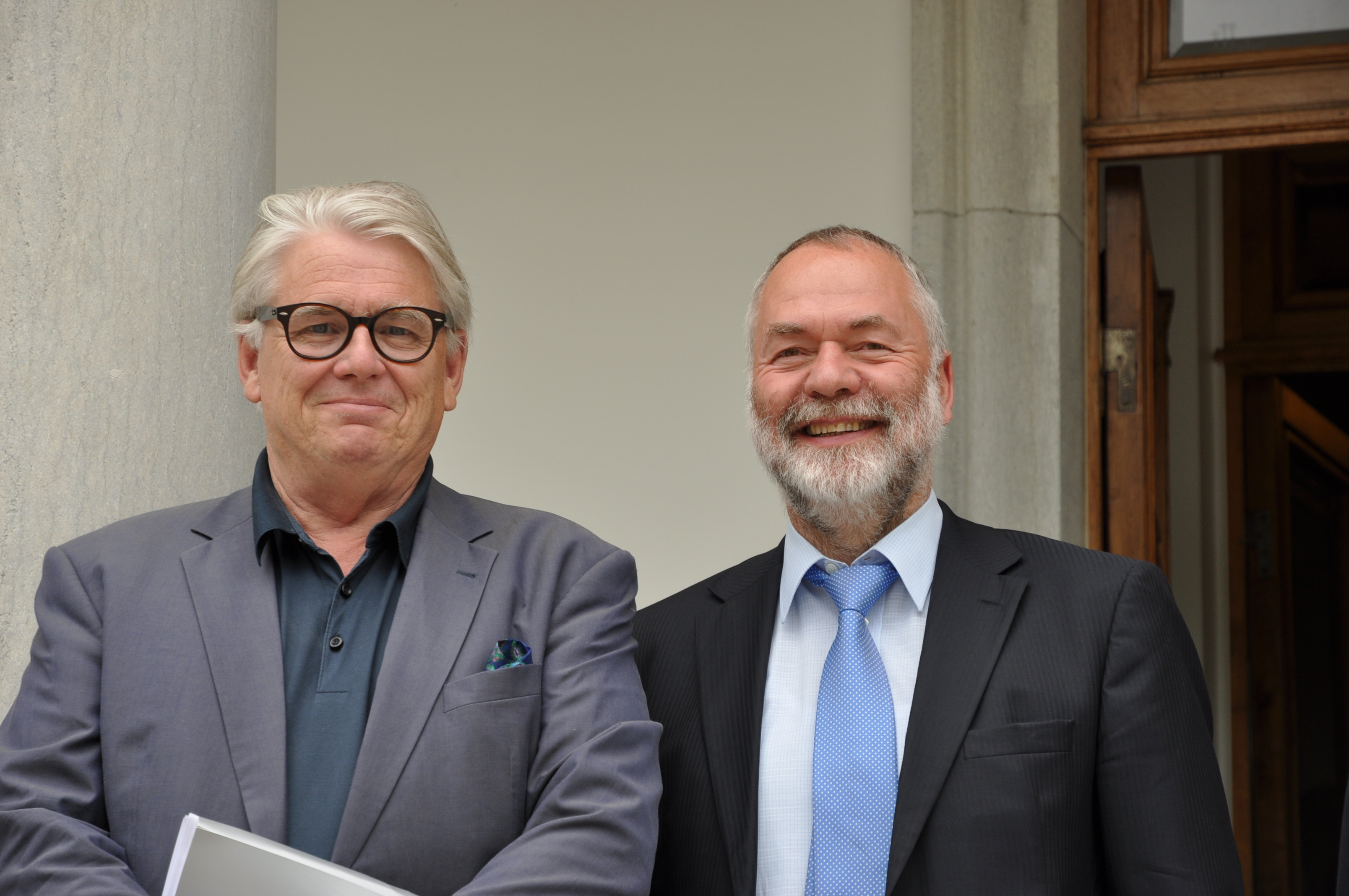
Meckel (r.) mit dem finnischen Politiker Lasse Lehtinen (Tallinn, 2012)

- 1995 Verdienstkreuz I. Klasse des Verdienstordens der Bundesrepublik Deutschland
- 1998 Offizierskreuz des Verdienstordens der Republik Polen
- 2002 Orden des litauischen Großfürsten Gediminas
- 2003 Viadrina-Preis in Würdigung seiner Verdienste um die deutsch-polnische Verständigung
- 2004 Orden des Marienland-Kreuzes 2. Klasse für die Verdienste um die Republik Estland
- 2005 Kommandeur des Drei-Sterne-Ordens für die Verdienste um die Republik Lettland
- 2007 Medaille des Verteidigungsministers der Republik Lettland Für die Förderung des Beitritts zur NATO
- 2007 Ehrenplakette des bulgarischen Parlaments
- 2008 Ehrenzeichen Millenniumsstern Litauens
- 2012 Scheidegger Friedenspreis
- 2014 Ungarischer Gábor-Bethlen-Preis (2014)
- 2014 Dankbarkeitsmedaille der polnischen Gewerkschaft Solidarność
- 2015 Kommandeurskreuz mit Stern des Verdienstordens der Republik Polen

Die Deutsche Gesellschaft für Auswärtige Politik (DGAP) ernannte ihn zum Senior Associate Fellow.

## Veröffentlichungen
- Zu wandeln die Zeiten. Erinnerungen, Evangelische Verlagsanstalt, Leipzig 2020
- Zeitansagen. Reden und Texte aus zwei Jahrzehnten. 2019
- Selbstbewußt in die Deutsche Einheit – Rückblicke und Reflexionen. Verlag Arno Spitz, Berlin 2001, ISBN 3-8305-0151-X.
- mit Martin Gutzeit (Hrsg.): Opposition in der DDR – Zehn Jahre kirchliche Friedensarbeit. Bund Verlag, Köln 1994.
- „Wie ich den 9. November 1989 erlebte“. In: Petra Heß, Christoph Kloft (Hrsg.): Der Mauerfall. 20 Jahre danach … Rhein-Mosel-Verlag, Zell/Mosel 2009.
- „Zur Freiheit hat uns Christus befreit“. In: Arnd Brummer (Hrsg.): Vom Gebet zur Demo. 1989 – Die Friedliche Revolution begann in den Kirchen. edition chrismon, 2009.
- Ehrhart Neubert: Unsere Revolution. Die Geschichte der Jahre 1989/90. Mit einem Vorwort von Markus Meckel und Rainer Eppelmann. Piper Verlag, München 2008.
- Ilko-Sascha Kowalczuk: Endspiel. Die Revolution von 1989 in der DDR. Beck-Verlag, München 2009.
- Geborgenheit und Wagnis. In: Christoph Kleßmann (Hrsg.): Kinder der Opposition – Berichte aus Pfarrhäusern in der DDR. Gütersloh 1993, S. 95–108.
- Der Pastor. In: Sandra Pingel-Schliemann, Der Landesbeauftragte für Mecklenburg-Vorpommern für die Unterlagen des Staatssicherheitsdienstes der ehemaligen DDR (Hrsg.): Lebenswege … im Schatten des Staatssicherheitsdienstes., Schwerin 2008, ISBN 978-3-933255-27-3, S. 137–157.
- Mit Rainer Eppelmann und Robert Grünbaum: Das ganze Deutschland. Reportagen zur Einheit. Aufbau Taschenbuch, Berlin 2005, ISBN 3-7466-7050-0.
- Mit anderen: Die Partei hatte immer recht – Aufarbeitung von Geschichte und Folgen der SED-Diktatur. Klartext-Verlag, Essen 1994.
- Markus Meckel: Rede zu 50 Jahre Ostdenkschrift der EKD 1965; Warschau 2015[14]
- Zu wandeln die Zeiten: Erinnerungen. Evangelische Verlagsanstalt, Leipzig 2020. ISBN 978-3-374-06355-0

### Interviews
- Interview mit Markus Meckel am 29. Juni und 15. Oktober 1992. In: Wolfgang Herzberg, Patrik von zur Mühlen (Hrsg.): Auf den Anfang kommt es an – Sozialdemokratischer Neubeginn in der DDR. Bonn 1993, S. 106–133.
- Interview mit Markus Meckel am 14. Mai 2013 im MDR FIGARO-Café, Leben wir in einer sozialdemokratischen Ära? 150 Jahre nach Gründung des Allgemeinen Deutschen Arbeitervereins (Memento vom 23. Oktober 2013 im Internet Archive)